# Yesshows
Yesshows es el segundo disco en directo de la banda británica de rock progresivo Yes, lanzado en noviembre de 1980.
El álbum, lanzado como LP doble, contiene grabaciones de varios conciertos con Jon Anderson, de 1976, 1977 y 1978; dos diferentes tecladistas aparecen tocando en distintos temas: Patrick Moraz y Rick Wakeman.

## Lista de canciones
Disco 1
1. "Parallels" (Chris Squire) – 7:07
  - Ahoy Rotterdam, Róterdam. 24/11/1977
2. "Time and a Word" (Jon Anderson/David Foster) – 4:06
  - Empire Pool, Wembley, 27/10/1978
3. "Going for the One" (Jon Anderson) – 5:22
  - Festhalle, Fráncfort del Meno, 18/11/1977
4. "The Gates of Delirium" (Jon Anderson/Chris Squire/Steve Howe/Alan White/Patrick Moraz) – 22:40
  1. "Prelude"
  2. "Battle"
  3. "Soon"

  - Cobo Hall, Detroit, 17/8/1976

Disco 2
1. "Don't Kill the Whale" (Jon Anderson/Chris Squire) – 6:50
  - Empire Pool, Wembley, 28/10/1978
2. "Ritual (Nous sommes du soleil)" (Part 1) (Jon Anderson/Chris Squire/Steve Howe/Rick Wakeman/Alan White) – 11:48
  - Cobo Hall, Detroit, 17/8/1976
3. "Ritual (Nous sommes du soleil)" (Part 2) (Jon Anderson/Chris Squire/Steve Howe/Rick Wakeman/Alan White) – 17:07
  - Cobo Hall, Detroit, 17/8/1976
4. "Wonderous Stories" (Jon Anderson) – 3:54
  - recorded at Ahoy Rotterdam, Róterdam. 24/11/1977

## Personal
- Jon Anderson -voz
- Chris Squire -bajo, coros, mezclas
- Steve Howe -guitarra, coros
- Patrick Moraz -teclados (temas 4, 6 & 7)
- Rick Wakeman -teclados (demás temas)
- Alan White -batería, coros